# Franjo Fuis
Franjo Fuis (1908. – 10. listopada 1943.) bio je novinar i pisac.

## Životopis
Rodio se u Virovitici. Nakon što je završio časničku školu u Splitu, ponovno se vratio u Viroviticu, ali je iz nje često izbivao zbog vojnih obaveza. Zarana se počeo baviti pjesništvom i začetnik je hrvatskog turističkog novinarstva. U zagrebačkom listu "Omladina" objavio je jednu od svojih prvih priča Ubogi Vanja. Dio opusa posvetio je hrvatskoj Istri. Pod pseudonimom Fra Ma Fu (Franjo Martin Fuis) objavljivao romantične stihove zabavno-žurnalističkog karaktera (Tajna svjetionika sv.Luke). Objavljivao je i zagonetke. Najviše je objavljivao u zagrebačkim "Novostima". 
Poginuo je u zrakoplovnoj nesreći, prelazeći u partizane, kada je njegov avion pogođen iznad Plitvičkih jezera.

## Djela
Mladen Pavković, u nakladi Alineje, objavio je reprint izdanja ovog pisca:"Zakon rieke"(2007.), "Tajna svjetionika sv. Luke" (2003.), "Podzemni Zagreb i druge reportaže 1934. – 41." (2003.), dok je na njegovu inicijativu podignuto i spomen obilježje na obiteljskoj kući u Zagrebu, gdje je živio i radio. 
Veljko Krulčić i udruga "Art 9" (za popularizaciju hrvatskog stripa) godine 2013. pokrenula je biblioteku FRA-MA-FU u kojoj su objavljenji njegovi avanturistički romani, s originalnim ilustracijama Andrije Maurovića i drugih umjetnika (Ferdo Bis....). Radi se o sljedećim knjigama: "Velika glad u plemenu Gula-Gula", "Brod bez kompasa", "Sin Orkana" i "Mrtvačka trojka".
Zagrebački nakladnik "Vedis" je 2019. izdao Fuisovu dramu "Život na dražbi" koja je na scenu postavljena 1979. godine. Naslovnu stranicu knjige krasi originalna ilustracija Andrije Maurovića, koja predstavlja plakat drame koja se u režiji Božidara Smiljanića izvodila u Teatru ITD. 

## Fra Ma Fu festival
Festival reportaže i reportera Fra Ma Fu, koji se održava od 2015. godine nosi njegovo ime.

## Vanjske poveznice
Mrežna mjesta
- Fuis, Franjo, Hrvatski biografski leksikon
- Fra Ma Fu festival, slubeno mrežno mjesto